# Conobregma brevinervis
Conobregma brevinervis är en stekelart som beskrevs av Van Achterberg 1995. Conobregma brevinervis ingår i släktet Conobregma och familjen bracksteklar. Inga underarter finns listade i Catalogue of Life.